# Colastes affinis
Colastes affinis är en stekelart som först beskrevs av Wesmael 1838.  Colastes affinis ingår i släktet Colastes och familjen bracksteklar. Inga underarter finns listade i Catalogue of Life.